# إيزابيلا فالانسي كراوفورد
إيزابيلا فالانسي كراوفورد (25 ديسمبر 1846 - 12 فبراير 1887) شاعرة وكاتبة كندية وُلدت في أيرلندا. كانت واحدة من أوائل الكنديين الذين يعملون ككاتب حر. أصبحت كراوفورد تعتبر من بين أعظم شعراء كندا. ألفت قصيدة مالكومز كاتي التي تبوأت مكانة عالية في المرجعية الأدبية الغربية للشعر الكندي في القرن التاسع العشر.

## حياتها
كانت إيزابيلا فالانسي كراوفورد الابنة الأخيرة الباقية على قيد الحياة من أبناء الدكتور ستيفين كراوفورد، وُلدت في مدينة دبلن بأيرلندا في يوم عيد الميلاد، عام 1846. هاجرت العائلة إلى كندا حين كانت إيزابيلا في العاشرة من عمرها.
يعتبر جزءًا كبيرًا من نشأتها غير معروف. وفقًا لأقوالها فقد وُلدت في دبلن بأيرلندا، الابنة السادسة للدكتور ستيفين دينيس كراوفورد وسيدني سكوت، ولكن لم يُعثر على أي سجلات للزواج أو تواريخ وأماكن الميلاد لستة أطفال على الأقل، وهم من كتبت إيزابيلا أنها كانت سادسهم.
كانت العائلة في كندا بحلول عام 1857، وفي نفس العام، تقدم الدكتور كراوفورد للحصول على رخصة ممارسة الطب في كندا الغربية وبدأ الممارسة في بلدة بيزلي في كندا الغربية. في خلال عدة أعوام، حصد المرض أرواح تسعة من بين الاثنى عشر طفلًا، ودخلت العائلة في مستوى شبه الفقر بسبب ضعف الممارسة الطبية. عمل الدكتور كراوفورد كأمين خزينة لبلدة بيزلي، ولكن تسببت فضيحة اختفاء 500 دولار واختلاسها من موارد البلدة، وما تلاها من انتحار أحد الضامنين للدكتور كراوفورد بمغادرة الأسرة لبيزلي في عام 1861.
قابل الدكتور كراوفورد مصادفة ريتشارد ستريكلاند من ليكفيلد. دعا ستريكلاند عائلة كراوفورد للمعيشة في منزله، من باب الإحسان، ولأن ليكفيلد لم يوجد بها أطباء. أحيطت العائلة هناك بأخوات ستريكلاند، الكاتبتين سوزانا مودي، وكاثارين بار تريل. ويُشار إلى أن إيزابيلا كراوفورد بدأت الكتابة في هذا الوقت. يُعتقد أيضًا أنها كانت صديقة مقربة لابنة السيدة ترايل، كاثارين (كاتي).
في 1869 انتقلت العائلة إلى بيتيربورو، وبدأت كراوفورد بنشر القصائد والقصص. نُشرت أول قصائدها «نجم ليلي» في جريدة «ذا تورونتو ميل» في عشية عيد الميلاد سنة 1873. عند وفاة الدكتور كراوفورد، في الثالث من يوليو عام 1875، أصبحت السيدات الثلاث (إيزابيلا وأمها وأختها إيما)، وهم جميع من تبقى من الأسرة يعتمدن على ما تكسبه إيزابيلا من عملها الأدبيّ. بعد وفاة إيما من السل، انتقلت إيزابيلا ووالدتها إلى تورونتو في عام 1876، والتي كانت مركزًا للنشر في كندا.
على الرغم أن إيزابيلا كانت تكتب بينما تقيم في ليكفيلد، ونشرت قصائدها في صحف تورونتو وقصصها في المجلات الأمريكية أثناء وجودها في بيتربورو، إلا أنها كرّست مجهوداتها جديًا نحو أعمال الكتابة عند انتقالها إلى تورونتو. خلال تلك الفترة المثمرة، ساهمت بالعديد من الروايات المتسلسلة والروايات القصيرة للناشرين في نيويورك وتورونتو، بما في ذلك «ذا ميل» و«ذا جلوب» و«ذا ناشيونال» و«ذا إيفينينج تيليجرام». ساهمت أيضًا بكمية من الأشعار المناسباتية لصحف تورونتو، بالإضافة إلى مقالات نُشرت في فيريسايد مونثلي. في عام 1886 أصبحت أول الكتاب المحليين المصدرين لرواية «باخوسية صغيرة» والتي صدرت أجزاؤها في «ذا إيفينينج جلوب».
خلال حياتها، نشرت كراوفورد كتابًا واحدًا في عام 1884 تحت عنوان «تخطي الأشباح العجوزة ومالكومز كاتي وقصائد أخرى». طبعت كراوفورد الكتاب على نفقتها، ولكنه لم يحقق المبيعات المنشودة. دفعت كراوفورد لطباعة 1000 نسخة، ويُفترض أيضًا أنها أرسلت العديد من النسخ للمراجعة، إذ وُجدت ملاحظات في مجلات لندن مثل ذا سبيكتيتور وذا جرافيك وذا ليسور آور وذا ساترداي ريفيو. أشارت تلك المقالات إلى تفنن الموهبة، بالإضافة إلى العديد من الصفات مثل الدعابة والحيوية واتساع مدى قدرتها، وهو ما كان مبهرًا ومبشرًا على الرغم من الإفراط في استخدام الأسلوب المتسم بالفخامة دون خبرة. ولكن بيعت 50 نسخة فقط من الكتاب، وكان من المنطقي ما شعرت به كراوفورد من إحباط، بالإضافة إلى إحساسها بأنها منبوذة من كهنة الأدب الدوري الكندي.
تُوفيت كراوفورد في 12 من فبراير من عام 1887 في تورونتو، ودفنت في مقيرة ليتل ليك ببيتربورو بالقرب من نهر أوتونابي. ماتت كراوفورد في فقر واستمر جسدها مدفونًا لسنوات في مقبرة غير مميزة. بدأت حملة لجمع الأموال في 1899، وفي 2 نوفمبر 1900، رُفع صليب سلتي أعلى قبرها وكُتب عليه: "إيزابيلا فالانسي كراوفورد/ شاعرة/ موهبة نعمة الله المعطاة.

## أعمالها
كانت كراوفورد كاتبة غزيرة الإنتاج. اتبعت معظم أجزاء النثر الخاص بكراوفورد أسلوب صفحة التسلية اليومية في الجريدة. أوضحت كتاباتها في المجلات استخدمًا بارعًا وحيويًا للأعراف الأدبية التي روّجها ديكنز، مثل تلك التي تتناول التوائم والأزواج، واختفاءات الطفولة الغامضة، والآباء متحجرو القلب، وبنات المضحية، ووصايا ومواريث مفقودون، ومشاهد إقرار ومثلًا عنوان «استرداد ملكي» الذي حمله إحدى أعمالها، وبالإجمال فقد صُنّف كأسلوب خيالي من الرومانسية القوطية.
في أشعارها التي استمرت لسنتين فقط بعد موتها، وضع ويليام دوو ليثال العديد من المختارات من كتابها في مقتطفاته الأدبية الرائدة المنشورة في 1889 «أغاني الملكوت العظيم» ليقدمها لقطاع أوسع من الجمهور.
في القرن العشرين، أعطى النقاد لأعمالها المزيد من الاحترام والتقدير، نُشرت قصائد كراوفورد المُجمعة بواسطة جاي دبليو غارفين في تورونتو عام 1905، مع مقدمة للشاعرة الكندية الشهيرة إيثلوين ويثرالد، والتي نعتت كراوفورد بأنها عبقرية بالفطرة، وليست امرأة حرفية، فهي عبقرية تحلّت بالصبر اللازم كي تصبح فنانة. في المقتطفات الأدبية للشعراء الكنديين 1916، أشار جارفين إلى أن كراوفورد كانت واحدة من أعظم الشاعرات. نشرت الشاعرة كاثيرين هيل، زوجة جارفين، مجلدًا عن إيزابيلا فالانسي كراوفورد في سلسلة «صناع كندا» المنشورة في عشرينيات القرن العشرين. ساعد كل ذلك على أن يصبح شعر كراوفورد معروفًا على نطاق أوسع.
بدأ تقييم نقدي جاد في منتصف أربعينيات القرن العشرين بواسطة كل من آرثر جيمس مارشال سميث ونورثروب فراي وإيدوارد كيلوران براون الذين أطلقوا عليها الشاعرة الكندية الوحيدة صاحبة الأهمية الحقيقية في القرن الماضي. جاء الاعتراف بقدرات إيزابيلا فالانسي كراوفورد الاستثنائية في الفكر الأسطوري، واستخدامها الإنشائي للصور في محاضرة جيمس رياني بعنوان إيزابيلا فالانسي كراوفورد في تراثنا الحي (السلسلة 3، 1959). ثم تسبب الاهتمام المتجدد بكرافورد في سبعينيات القرن العشرين في نشر المخطوطات المنسية والمقالات النقدية. ساهمت إعادة طباعة القصائد المجمعة في 1972، التي جاءت مع مقدمة للشاعر جيمس رياني في جعل أعمال كراوفورد متاحة بشكل أكثر انتشارًا؛ ظهرت ست قصص قصيرة في عام 1975 حررها بيني بيترون، وفي 1977 نشرت ذا بورياليس بريس كتابًا للحكايات الخرافية بالإضافة إلى القصيدة الطويلة التي لم تنتهِ «هاغ اند أيون».
كتبت كراوفورد مجموعة كبيرة ومتنوعة من القصائد، بدءًا من «أحبني وأحب كلبي» التي تشبه قصائد السير والتر سكوت الهزلية، مرورًا بالقصائد الروحانية مثل «مخيم الأرواح»، والقصائد الشبقية مثل «سرير ليلي».
لكن قصائد كروفورد السردية الطويلة هي ما حظي باهتمام خاص، على سبيل المثال قصيدة «تخطي الأرواح العجوزة» التي كتبتها بلهجة محلية خاصة بجبال الروكي، وكانت تدور حول رؤية بعض المواشي في الحلم تهرب في منتصف الليل إلى الهاوية، وتوقفت عن الحركة بعد أن اكتشفت أنها مربوطة بحبال لا تسمح لها بالهرب لمسافة أطول، وأيضًا قصيدة جيسلي الرئيس التي تدمج بين عناصر أسطورية مثل إله الربيع الروسي لادا والشخصية البطولية الآيسلندية برونهيلد في سرد لقصة عن الحب والخيانة والقتل والصلح، وهو ما تبرزه قصائد كروفورد من أنماط عن تصور العالم وكأنه ساحة لقتال الأضداد كالخير والشر، والنور والظلام.

## وصلات خارجية
- إيزابيلا فالانسي كراوفورد على موقع الموسوعة البريطانية (الإنجليزية)

- مؤلفات Isabella Valancy Crawford في مشروع غوتنبرغ
- أعمال أو نبذة عن إيزابيلا فالانسي كراوفورد على أرشيف الإنترنت
- أعمال إيزابيلا فالانسي كراوفورد في ليبري فوكس